# 仕舞袴
仕舞袴（しまい-ば(は)かま）は主として能楽において用いられる特殊な形状の袴。

## 概要
仕舞、舞囃子などを舞うときに用いられることが多いためにこの名がある。なお、一般の馬乗袴や日本舞踊で用いる舞袴を仕舞袴と呼ぶことがあるが、いずれも能楽の仕舞袴とは別なものである。

## 構造
一般的な馬乗袴をもとにして、マチを低く、中仕切りを高くすることで、動きやすい構造になっている。また布のあわせに特殊な方法を用い、一の襞を縫い合わせることで、立ったときに袴に皺や撚れができないように工夫されている。

## 種類
演能の際には、囃子方、後見、地謡などは紋付に仕舞袴を着ることが多い。また裃を着用する場合にも袴の部分は仕舞袴の仕立てとすることが多い。各流儀を通じて仕立て方に大きな違いはないが、観世流梅若家系統では、襞を縫い合わせないものを用いる。